# Dispensacionalismo
O dispensacionalismo é uma cosmovisão bíblica com grandes repercussões na escatologia cristã, uma vez que afirma a segunda vinda de Jesus Cristo como sendo um acontecimento futuro neste mundo físico, envolvendo o arrebatamento da igreja e um período de sete anos de Grande Tribulação, após o qual acontecerá a batalha do Armagedon e o estabelecimento do Reino Milenar de Jesus Cristo que governará o mundo com seu trono estabelecido na cidade de Jerusalém.
O dispensacionalismo é uma abordagem hermenêutica da Bíblia que busca compreender e reconhecer as divisões da História da Redenção em dispensações (também denominadas épocas, eras, períodos ou mordomias), que representam as distintas interações entre Deus e a humanidade, a partir de pactos que foram celebrados. De acordo com o dispensacionalismo clássico, cada era do plano de Deus é administrada de determinada maneira, e a humanidade é responsabilizada como mordomo durante esse tempo. Sendo assim, sempre há um teste de Deus para com os homens, e caso a humanidade falhe nesse teste, um juízo é derramado sobre o mordomo da dispensação.
Como exemplo disso, pode-se citar o exemplo do relacionamento de Deus com Adão, que foi posto como o mordomo da criação de Deus no jardim do Éden. Porém, Adão pecou contra Deus desobedecendo-lhe quanto ao comer do fruto do conhecimento do bem e do mal. Posto isto, Deus expulsou Adão do jardim do Éden.
As pressuposições dos dispensacionalistas começam com o raciocínio indutivo de que a história bíblica tem uma descontinuidade particular na maneira como Deus reage à humanidade no desdobramento de suas, às vezes supostas, vontades livres.
A palavra "dispensação" deriva de um termo latino que significa "administração" ou "gerência", e se refere ao método divino de lidar com a humanidade e de administrar a verdade em diferentes períodos de tempo.

## Doutrina
O Dispensacionalismo é um sistema teológico que apresenta duas distinções básicas: (1) Uma interpretação consistentemente literal das Escrituras, em particular da profecia bíblica. (2) A distinção entre Israel e a Igreja no programa de Deus.
(1) Os Dispensacionalistas afirmam que seu princípio hermenêutico é o da interpretação literal. “Interpretação Literal” significa dar a cada palavra o significado que corriqueiramente teria no uso cotidiano. Símbolos e figuras de linguagem, neste método, são todos interpretados de forma simples e óbvia, e de forma alguma se opõem à interpretação literal. Mesmo os simbolismos e falas figurativas possuem em sua base significados literais.
Segundo seus defensores há pelo menos três razões para ser esta a melhor maneira de ver as Escrituras. Primeiro, filosoficamente, o propósito da linguagem parece exigir que nós a interpretemos literalmente. A linguagem foi dada por Deus para o propósito da capacidade de comunicação com o homem. A segunda razão é bíblica. Toda a profecia sobre Jesus Cristo no Antigo Testamento foi literalmente cumprida. O nascimento, ministério, morte e ressurreição de Jesus ocorreram todos exatamente e literalmente como preditos pelo Antigo Testamento. Não há nenhum cumprimento não-literal destas profecias no Novo Testamento. Isto fortemente aponta para o método literal. Se a interpretação literal não for usada no estudo das Escrituras, não haverá um padrão objetivo pelo qual se possa compreender a Bíblia. Cada pessoa seria capaz de interpretar a Bíblia do jeito que quisesse. A interpretação bíblica se degeneraria em “o que essa passagem me diz...” ao invés de “a Bíblia diz...” Infelizmente, este já é um caso comum em muito do que chamam de interpretação bíblica nos dias de hoje.
(2) A Teologia Dispensacionalista acredita que há dois povos distintos de Deus: Israel e a Igreja. Os Dispensacionalistas acreditam que a salvação foi sempre pela fé (Em Deus no Antigo Testamento; especificamente em Deus o Filho no Novo Testamento). Os Dispensacionalistas afirmam que a Igreja não substituiu Israel no programa de Deus e que as promessas do Antigo Testamento a Israel não foram transferidas para a Igreja. Eles crêem que as promessas que Deus fez a Israel (por terra, muitos descendentes e bênçãos) no Antigo Testamento serão cumpridas no período de 1000 anos de que fala Apocalipse 20. Eles crêem que da mesma forma que Deus concentra sua atenção na igreja nesta era, Ele novamente, no futuro, concentrará Sua atenção em Israel (Romanos 9-11).

## Dispensações
Usando como base este sistema, os Dispensacionalistas entendem que a Bíblia seja organizada em sete dispensações: 
1. Inocência (Gênesis 1:1- 3-7),
2. Consciência (Gênesis 3:8- 8:22),
3. Governo Humano (Gênesis 9:1 – 11:32),
4. Promessa (Gênesis 12:1 – Êxodo 19:25),
5. Lei (Êxodo 20:1 – Atos 2:4),
6. Graça (Atos 2:4 – Apocalipse 20:3)
7. Reino Milenar (Apocalipse 20:4 – 20:6).

Mais uma vez, estas dispensações não são caminhos para a salvação, mas maneiras pelas quais Deus interage com o homem. O Dispensacionalismo, como um sistema, resulta em uma interpretação pré-milenar da Segunda Vinda de Cristo, e geralmente uma interpretação pré-tribulacional do Arrebatamento.